# 阿加尔塔拉

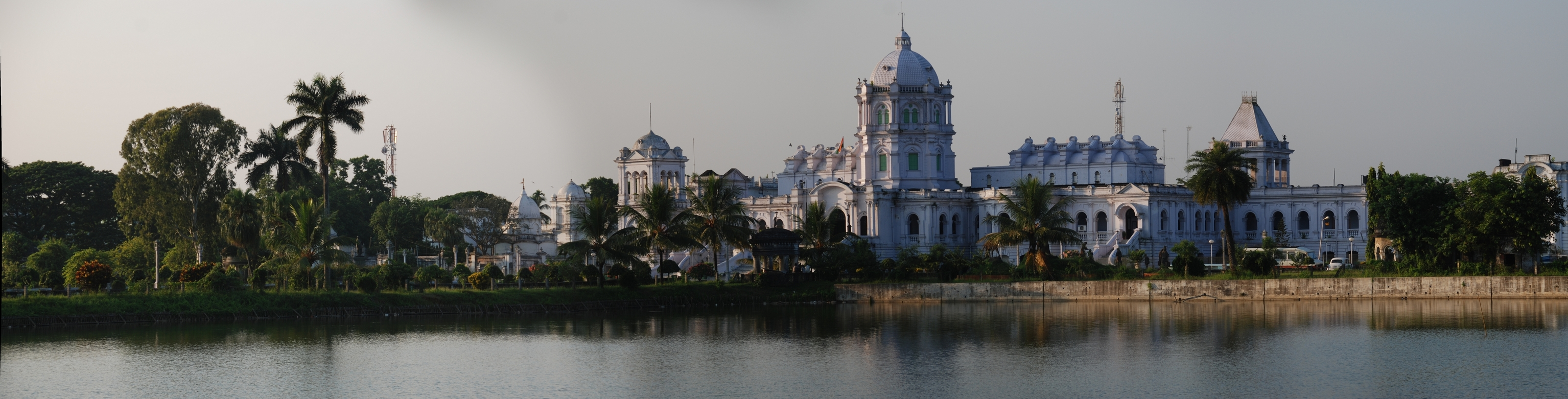
乌加延塔皇宫，現為特里普拉邦博物館

阿加尔塔拉（印地语：अगरतला，孟加拉語：আগরতলা）位于印度東部，距离孟加拉国为2公里，是特里普拉邦的首府。阿加爾塔拉有火車站，特快列車Tripura Sundari Express可經由鐵路通往印度首都新德里。阿加爾塔拉可經由印度國道八號連接印度國道網絡。